# Odznaka tytułu honorowego „Zasłużony Stoczniowiec Polskiej Rzeczypospolitej Ludowej”
Odznaka tytułu honorowego „Zasłużony Stoczniowiec Polskiej Rzeczypospolitej Ludowej” – jedna z piętnastu odznak tytułów honorowych przyznawanych w PRL, ustanowiona 8 czerwca 1968 jako wyróżnienie dla najbardziej zasłużonych pracowników, którzy w okresie wieloletniej pracy w przemyśle okrętowym wyróżnili się osiągnięciami w dziedzinie wydajności pracy i ulepszaniu metod pracy, wprowadzania i upowszechniania postępu technicznego, obniżki kosztów własnych, poprawy warunków bezpieczeństwa i higieny pracy, inicjowania i rozwoju współzawodnictwa oraz podnoszenia kwalifikacji zawodowych stoczniowców.
Tytuł honorowy nadawano z okazji Dnia Stoczniowca (niedziela w trzeciej dekadzie czerwca). Odznakę noszono po prawej stronie piersi, przed Medalem 10-lecia Polski Ludowej. Laureatom tytułu przysługiwał dodatek do renty lub emerytury tzw. chlebowy.
Wszystkie tytuły honorowe zostały zlikwidowane 23 grudnia 1992, ustawą z dnia 16 października 1992, pozostawiając dotychczasowym laureatom prawo do ich używania.